# 태화 (신라)
태화(太和)는 신라 진덕여왕(眞德女王)의 연호이자 신라가 독자적으로 사용한 마지막 연호이다. 647년 7월에서 650년까지 3년 동안 사용하였다. 650년에 당나라의 연호를 받아들여 사용하게 되면서 태화 연호가 폐지되었다. 정확하게 연호를 폐지한 날짜는 알려져 있지 않다.

## 연대대조표
| 태화                | 원년       | 2년        | 3년        | 4년        |
| 서력                | 647년      | 648년      | 649년      | 650년      |
| 육십간지 (六十干支) | 정미(丁未) | 무신(戊申) | 기유(己酉) | 경술(庚戌) |

## 같이 보기
- 한국의 연호

| 이전연호: | 다음연호:    |
| --------- | ------------ |
| 인평      | 영휘(당나라) |